# Marianne Weil
Marianne Weil (eigentlich Krista Greffrath-Lieck; * 13. September 1947 in Darmstadt) ist eine deutsche Autorin von Texten, Features und Radio-Collagen.

## Leben
Marianne Weil studierte in Marburg/Lahn und an der Freien Universität Berlin Literaturwissenschaft und Soziologie. Sie promovierte 1977 bei Gert Mattenklott mit einer Arbeit über Walter Benjamin. Seit 1981 schreibt sie vor allem fürs Radio über Literatur und kulturhistorische Themen. Sie lebt seit 1969 in Berlin.
Zu einem Schwerpunkt der Arbeit von Marianne Weil wurden akustische Recherchen in den Tonarchiven des Rundfunks, insbesondere, als nach 1989 die Archive der Viermächtestadt Berlin zugänglich wurden. „Bei diesen Ausschweifungen im Schallarchiv machte ich die faszinierende Erfahrung, wie ein sehr vergangenes Ereignis lebendig aus dem Lautsprecher springen kann, singend, schreiend, flüsternd, stotternd oder krächzend. Ich entdeckte den Witz historischer O-Töne: diesen Kontrast zwischen historischer Distanz und sinnlicher Präsenz. Hier materialisierte sich etwas, das ich bei Walter Benjamin kennengelernt hatte als die ästhetische Erfahrung der Gleichzeitigkeit von Nähe und Ferne. “

## Texte (Auswahl)
- Metaphorischer Materialismus. Zum Geschichtsbegriff bei Walter Benjamin, Verlag Wilhelm Fink, München 1981, Dissertation von Krista R. Greffrath.[2]
- Wehrwolf und Biene Maja, Marianne Weil (Hrsg.), Verlag Ästhetik und Kommunikation, Berlin 1986 (entstanden aus einer Sendereihe bei sfb 3: „Aus dem deutschen Bücherschrank“).[3]

## Auszeichnungen
- 1995 Hörspielpreis der Akademie der Künste Berlin für DEM …EUTSCHEN …OLKE (SR/SFB 1995)[4]

- 2015 Robert-Geisendörfer-Preis für Grandhotel für Alle! (DKultur 2014).[5]

## Radiosendungen (Auswahl)
- 1986: Ein Kabarettist im Verhör. Walter Lieck zwischen Erfolg und Verfolgung, Feature, SFB
- 1992: Hans Flesch zeigt wegen Beleidigung an. Feature, SFB
- 1995: DEM …EUTSCHEN …OLKE. Hörspiel (Regie: Stefan Dutt/Marianne Weil), SR/SFB, erschienen im Hörverlag, Auszeichnung mit dem Hörspielpreis der Akademie der Künste „Lautsprecher“.
- 1998: Das Verhör des Lukullus. Eine kameradschaftliche Diskussion mit dem Zentralkomitee. Feature, SFB Berlin.
- 1999: Das Märchen von der Wiedervereinigung. Erzählt von Konrad Adenauer und Elke Heidenreich. Hörspiel, DLR Berlin/RB, erschienen im Audio Verlag.
- 2000: Ein sichtbares Zeichen der Trauer oder Deutschlands größtes Feigenblatt. Die Debatte über ein Holocaust-Denkmal in Berlin, Feature, SFB.
- 2002: VEB Short Cuts. Ein sozialistisches Gesamthörspiel. Regie: Stefan Dutt / Marianne Weil, DLR Berlin Teil 1: Wir brauchen keine Schokolade Teil 2: Legionäre, Guerilleros, Saboteure
- 2006: Der Hund war nicht geplant. Hörspiel (Regie: Stefan Dutt/Marianne Weil), DKultur
- 2007: Ratten. Feature, RBB
- 2008: Färbt die blaue Blume rot! Institutsbesetzung im Mai 1968. RBB
- 2009: Wilde Tiere in Berlin. Hörspiel (Regie: Judith Lorentz), DKultur
- 2011: Lob des Gartens. Feature, RBB
- 2014: Transitraum – Übergang. Hörspiel, DKultur/RB/SR
- 2014: Grandhotel für Alle! Flüchtlinge, Künstler und Hotelgäste unter einem Dach. Feature, DKultur
- 2015: Die Ermittlung (Streit um ein Theaterstück). – Regie: Axel Scheibchen (Feature – DLF)
- 2020: ticken, flüstern, rauschen. Akustisches Erzählen im Radio. Ein Feature in siebzehn Kapiteln. Dlf Kultur